# Тейлор, Закари
Закари Тейлор (англ. Zachary Taylor; 24 ноября 1784, Барборсвилл, штат Виргиния — 9 июля 1850, Вашингтон) — американский политический, государственный и военный деятель; 12-й президент США, генерал-майор армии США. Второй американский президент, не занимавший до въезда в Белый дом никакого другого государственного поста (первым был основатель государства Джордж Вашингтон). Тейлор был также последним президентом-южанином, избранным до Вудро Вильсона в 1912 году.

## Ранние годы
Тейлор родился в 1784 году на плантации в вирджинском округе Оринж, в семье плантаторов английского происхождения. Он мог родиться на ферме Хэир-Форест-Фарм, доме его деда по матери, Уильяма Стротера, хотя это и не доказано. Тейлор стал третьим из пяти выживших детей мужского пола в своей семье, и у него были три младшие сестры. Его матерью была Сара Дабни (Стротер) Тейлор, а отцом — Ричард Тейлор, который служил подполковником в годы американской войны за независимость.
Тейлор был потомком Элдера Уильяма Брюстера, одного из вождей Плимутской колонии, одного из Отцов-пилигримов, прибывших в Америку на корабле «Мейфлауэр».
В ранние годы жизни Тейлора его семья оставила свои вирджинские владения и переехала в Кентукки, где поселилась на реке Огайо. Тейлор вырос в небольшой деревянной хижине, и лишь позже, по мере роста благосостояния, его семья переселилась в кирпичный дом. Тейлор учился нерегулярно, поскольку в Кентукки того времени образовательная система только формировалась. Мать научила его читать и писать, потом его отдали в школу Элайши Эйера, а затем он окончил академию в Миддлтауне. В своих ранних письмах он совершал много грамматических ошибок и писал плохим почерком. Впоследствии он усовершенствовал свои навыки к письму, но его почерк всегда был неразборчивым.

## Военная карьера
3 мая 1808 года Тейлор вступил в армию США и стал первым лейтенантом 7-го Кентуккийского пехотного полка. Вскоре его включили в комиссию по разбору инцидента 1807 года, когда британский корабль обстрелял американский фрегат (Инцидент Чесапик-Леопард). Затем он провёл весь 1809 год в лагерях под Новым Орлеаном, под началом Джеймса Уилкисона. Военные сильно страдали от болезней и плохого снабжения, так что в итоге Тейлора отправили в Луисвилл поправлять здоровье.
В ноябре 1810 года он получил звание капитана. У него было много свободного времени, и он посвятил его личным делам: занялся банковскими операциями, купил плантацию в Луисвилле и ещё одну на Миссисипской территории. В итоге в его собственности оказались более 200 рабов.
В июле 1811 года его вызвали на Индейскую территорию, где он принял командование фортом Нокс. Гарнизон был в плохом состоянии, но Тейлор быстро навёл порядок, за что получил благодарность губернатора Гаррисона. В том же году его вызывали в Вашингтон, где он выступал свидетелем на суде над Уилкисоном, и по этой причине не участвовал в сражении при Типпеканоэ, где американцы сражались с вождём Текумсе.

### В форте Ховард
В течение двух лет Тейлор командовал фортом Ховард на территории Мичиган. В апреле 1819 года он получил звание подполковника и был приглашён на обед в присутствии президента Монро и генерала Эндрю Джексона. В конце 1821 года он привёл 7-й пехотный полк на Ред-Ривер в Луизиане и, согласно приказам генерала Гейнса, основал в марте 1822 году укрепление, которое назвал Форт-Джесап. В ноябре того года его перевели в Батон-Руж, где он пробыл до февраля 1824 года. Несколько лет после этого он провёл на рекрутской службе. В конце 1826 года его вызывали в Вашингтон, где он работал в комитете по исправлению организационной структуры армии. В это время он купил плантацию в Луизиане и решил переселиться в Батон-Руж.

### Вторая семинольская война
В 1837 году уже давно шла Вторая Семинольская война, и Тейлора отправили во Флориду. Генерал-майор Джесап в это время планировал крупную кампанию, и Тейлор построил во Флориде форты Гардинер и Бесингер, как базы снабжения армии. Джесап планировал наступать семью колоннами, одной из которых командовал Тейлор. Наступление колонны Тейлора привело к крупнейшему сражению той войны.
19 декабря отряд Тейлора (1032 человека) выступил из форта Гардинер и пошёл на юг по реке Киссимми к озеру Окичоби. По пути ему сдалось несколько индейских отрядов. 21 декабря Тейлор построил форт Бассингер, а 26 декабря встретил отряд индейцев численностью 380 или 480 человек, которые заняли укреплённую позицию. Ими командовали Сэм Джонс, Аллигатор и Коакучи. Тейлор решил атаковать противника с фронта силами Миссурийского отряда, 4-го и 6-го пехотных полков, а 1-й пехотный полк держать в резерве. Наступающие полки сразу стали нести большие потери, и тогда Тейлор отправил 1-й пехотный в обход с фланга, и тогда семинолы бросили позицию. Отряд Тейлора потерял 26 человек убитыми и 112 ранеными, индейцы потеряли 11 или 14 человек. Было захвачено 100 пони и 300 голов скота. Потери в сражении при Окичоби вызвали обсуждение в Сенате и критику в адрес Тейлора, но в итоге было решено, что он действовал единственно возможным способом.
Часто утверждается, что сражение при Окичоби стало началом того пути, которое привело Тейлора к президентству. До сражения он был рядовым полковником армии, теперь же получил звание генерала и славу и смог впоследствии проявить себя в Мексиканской войне. Сражение дало ему репутацию победителя, что сделало его логичным кандидатом в командиры при начале Мексиканской войны.
Весной 1838 года приближался нездоровый сезон, боевые действия свёртывались, и генерал ранга Джесапа стал уже не нужен, поэтому 29 апреля 1838 года ему разрешили вернуться в квартирмейстерский департамент, а командование перешло к генералу Тейлору.
Приняв командование, Тейлор сосредоточил усилия на охране северной половины Флориды, где проживало основное белое население. Он полагал, что если защитит тут белое население, то оно быстро вырастет в численности, и проблема борьбы с семинолами будет решена. Летом боевые действия прекратились из-за жары, но к началу осени 1838 года Тейлор решил начать кампанию, действуя несколькими отрядами и постепенно оттесняя противника на юг. Для этих целей была сформирована армия размером в 3500 человек. Однако Тейлора отвлекли несколько нападений семинолов на севере, около Таллахасси. Тейлор решил разбить северную Флориду на сектора и обеспечить каждый укреплением и гарнизоном по 20-30 человек. На строительство этих укреплений и прокладку дорог ушла вся зима. За весь сезон всего несколько семинолов было убито и 200 выселено на Запад. Армия потеряла 2 офицеров и 7 рядовых убитыми. Тейлор отчитался о постройке 53-х постов и прокладке 848 миль дорог.
Война во Флориде продолжалась до конца 1839, и начале 1840 года, но без серьёзных достижений. К началу лета 1840 года Тейлор решил покинуть Флориду. Он устал, плохо себя чувствовал и просил перевести его в Новый Орлеан. В мае он покинул Флориду, и командование перешло к бригадному генералу Уокеру Армистеду.
Тейлор получил отпуск и отправился в путешествие по стране, в ходе которого встречался с другими генералами армии. Он начал интересоваться политикой и переписывался с президентом Уильямом Гаррисоном. В мае 1841 года он был назначен командиром Второго департамента армейского Западного Дивизиона. В его ведении оказалась территорию к западу от Миссисипи и к югу от 37-й параллели.

### Мексиканская война
В 1840 году был назначен главнокомандующим армии, занимавшей Техас; в 1846 году, после начала Американо-мексиканской войны, перешёл Рио-Гранде и после ряда мелких сражений, в которых в основном победа оставалась на его стороне, взял Монтеррей (24 сентября 1846 года). 22—23 февраля 1847 года с 6000 корпусом он одержал решительную победу над численно в 3 ½ раза более сильным Санта-Анной и в апреле 1847 году ещё раз разбил мексиканцев при Туле (в мексиканском штате Идальго).

## Политическая карьера
Все эти победы создали ему такую популярность, что партия вигов предложила ему кандидатуру на пост президента США, хотя раньше он не занимал никаких политических должностей.
Кандидатура эта оказалась — в значительной степени вследствие личной популярности Тейлора — успешной, и в ноябре 1848 года Тейлор был избран 12-м президентом США значительным большинством голосов. Он вступил в должность 5 марта 1849 года, только спустя сутки после истечения президентских полномочий Джеймса Н. Полка. 4 марта выпало на воскресенье, а Тейлор, как и многие протестанты в то время, отмечал воскресенье аналогично иудейской субботе (как день покоя) и отказался из религиозных соображений от принесения присяги в этот день. Так же поступил и избранный вместе с ним вице-президент Миллард Филлмор. Таким образом, США один день фактически оставались без президента и вице-президента. Тем не менее де-юре президентский срок Тейлора начался 4 марта, независимо от того, принёс он присягу или нет, а «городская легенда» о том, что на протяжении суток президентом (или и. о.) был председатель Сената Дэвид Атчисон, не обоснована.

## Президентство
На посту президента Тейлор пытался стоять выше мелких партийных интересов, но здоровье его было подорвано во время индейских походов (неоднократно болел малярией), и он умер (возможно, от дизентерии или тифа) на второй год своего президентства. Во время празднования Дня независимости 4 июля 1850 года у строящегося Монумента Вашингтону он, страдая от жары, выпил несколько стаканов холодного молока, съел мороженого и свежих фруктов. Несколько дней спустя он умер из-за болезни пищеварительной системы. Мнение, согласно которому он был отравлен мышьяком, не подтвердилось при эксгумации и химическом исследовании останков Тейлора в 1991 году.
На одной из дочерей Тейлора был в 1835 году женат его подчинённый, будущий президент Конфедерации Джефферсон Дэвис (новобрачная скончалась через 3 месяца после свадьбы).